# Dylan Moran
Dylan William Moran ( /ˈmɔərən/; 3 de noviembre de 1971) es un comediante, escritor, actor y poeta irlandés. Es más conocido por sus monólogos de comedia de observación, por la serie Black Books (la cual coescribió y protagonizó), y su trabajo con Simon Pegg en películas como Shaun of the Dead y Run Fatboy Run. También fue uno de los dos protagonistas de la película irlandesa de comedia negra A Film with Me in It y participó en la cinta irlandesa de comedia negra Calvary, de 2014.
Es un participante habitual de festivales de comedia nacionales e internacionales, tales como el Edinburgh Festival Fringe, Just for Laughs (en Montreal), el Festival Internacional de Comedia de Melbourne y el Festival de Comedia de Kilkenny. En 2007, fue votado como el 17° mejor comediante de stand-up por Channel 4; en la lista actualizada de 2010, fue ubicado en la 14° posición.[cita requerida]

## Primeros años
Dylan William Moran nació el 3 de noviembre de 1971 en Navan, en el condado irlandés de Meath. Asistió a la St Patrick's Classical School, donde comenzó a experimentar desde muy joven con la comedia stand-up, junto a sus compañeros y futuros comediantes Tommy Tiernan y Hector Ó hEochagáin; dejó la escuela a los 16 años con un certificado de egreso (Leaving Certificate). Moran ha dicho que pasó los siguientes cuatro años desempleado, "bebiendo y escribiendo mala poesía". Durante ese tiempo trabajó en una floristería, pero el trabajo no le gustó y lo abandonó tras una semana. También ha dicho que era un gran aficionado al rugby en su adolescencia, aunque con el tiempo fue perdiendo el interés. Aun así, trata de mantenerse al tanto de los hechos deportivos, ya que ha observado: "De otra forma nadie me hablaría, ya que es muy difícil encontrar a alguien que no sea fanático de algún deporte".

## Carrera
Moran decidió dedicarse a la comedia a los 20 años, después de observar un show de Ardal O'Hanlon y otros comediantes en el Comedy Cellar de Dublin, un club de comedia de cincuenta asientos y sin micrófono en el sótano del bar The International, en la calle South Wicklow. Comenzó su carrera oficialmente allí en 1992 y, aunque se sintió nervioso, obtuvo una buena recepción. En 1993, ganó el premio 'So You Think You're Funny?' del Edinburgh Festival. Con 24 años, se convirtió en la segunda persona más joven en ganar el Perrier Comedy Award del Edinburgh Festival en 1996. Su primer gran espectáculo de stand-up, Gurgling For Money, lo llevó de gira por el Reino Unido en 1997. Con este espectáculo actuó en muchos otros festivales, incluyendo el Hay Festival, Just for Laughs, el Vancouver Comedy Festival y el Edinburgh Festival. Entre 1995 y 1997, Moran escribió una columna semanal para el periódico Irish Times.
Moran obtuvo su primer rol importante en televisión en 1998, interpretando a Ian Lyons en la sitcom How You Want Me?, de la BBC 2, junto a Charlotte Coleman. Luego, apareció en un pequeño rol en la película de 1999 Notting Hill, como "Rufus, el ladrón". En el año 2000 se lanzó la serie Black Books en Channel 4. La sitcom, sobre el deprimido, fumador, alcohólico, amargado y misántropo dueño de una librería, Bernard Black, fue basada en un sueño que tuvo Moran a mediado de los años 80 durante un fin de semana en Limerick.[cita requerida] La serie fue cocreada por Moran junto al guionista, también irlandés, Graham Linehan, y producida por Mark Buckley y Albert Kenny de Kenley Studios. La segunda temporada fue estrenada en 2002, y la tercera, estrenada 2004, fue recibida con gran entusiasmo por parte de los seguidores y de los críticos. También en 2004, Moran apareció en su primer papel importante en el cine como David en la comedia de terror Shaun of the Dead.
Moran realizó en 2004 una gira con sus espectáculos Monster I y Monster II, incluyendo actuaciones en Nueva York y Milán, así como también un tour por el Reino Unido e Irlanda, culminando en una presentación de una semana de duración en el Palace Theatre de Londres, antes de dos shows en el Vicar Street de Dublin, y finalmente una aparición en el Hay Festival. La gira fue descrita por el Times como una "clase maestra de carisma cómico: pasando de tema en tema de una manera aparentemente espontánea pero en realidad firmemente organizada".
Una DVD en vivo de la gira Monster II, filmado el 28 de mayo de 2004 en el Vicar Street de Dublin, fue puesto a la venta ese mismo año, como el primer DVD en vivo de Moran. Después de presentaciones positivas en la ciudad de Nueva York en 2004, como parte de la "invasión de comediantes" británica/irlandesa (incluyendo actuaciones de comediantes como Eddie Izzard, el coprotagonista de Black Books Bill Bailey y Tommy Tiernan), Moran regresó a Nueva York para una presentación de un mes en el Village Theatre. Luego, tuvo una presentación de dos semanas en el Wyndham's Theatre, en el West End de Londres, del 1 al 13 de noviembre de 2004.
Su tercera gran gira, titulada Like, Totally, tuvo su apertura en la Buxton Opera House el 3 de mayo de 2005, y como sucedía con sus giras anteriores, sus presentaciones estaban acompañadas por proyecciones de dibujos realizados por Moran. Un DVD de la gira fue lanzado en diciembre de 2005. En 2007, Moran interpretó a Gordon, el mejor amigo de Dennis (interpretado por Simon Pegg), en la película de comedia Run Fatboy Run, estrenada en septiembre de ese año.
En junio de 2008, Moran apareció junto a Ardal O'Hanlon y Tommy Tiernan en el evento cómico The Three Fellas, en el M&S Bank Arena de Liverpool, como parte de las celebraciones de la ciudad como 'Capital Europea de la Cultura de 2008'. Entre octubre y diciembre de ese año, Moran inició una nueva gira por el Reino Unido, titulada What It Is, comenzando en la Grand Opera House de York y finalizando en el New Theatre de Oxford. Otros lugares a destacar incluyen el Colston Hall de Bristol, el Royal Concert Hall de Nottingham, el auditorio Waterfront Hall de Belfast, y las Corran Halls de Oban. La gira se extendió hasta 2009 y fue lanzada en DVD.
Un compilado en DVD de los mejores segmentos de los tres espectáculos previos de Moran fue puesto a la venta en noviembre de 2010, titulado Dylan Moran: Aim Low.
Yeah, Yeah, una gira de stand-up por Escandinavia, los países Bálticos, Estados Unidos, Australia, Nueva Zelanda, Irlanda y el Reino Unido comenzó en abril de 2011.
En 2012, Moran se presentó en Rusia (luego de dos actuaciones agotadas en el país vecino de Estonia). Los promotores del show indicaron que creían que esta era la primera vez que un cómico irlandés actuaba en Rusia. La rutina de Moran incluía referencias a la nueva ley rusa contra la "propaganda homosexual" y al encarcelamiento del magnate del petróleo Mijaíl Jodorkovski.
Moran escribió un episodio piloto para la cadena ABC sobre los "medios de comunicación y sus conflictos, las zonas de guerra y las noticias por cable". ABC decidió no seguir adelante con el proyecto, pero expresó la posibilidad de venderlo.
En julio de 2015, Moran llevó su último show de stand-up, Off the Hook, a Sudáfrica, país donde se presentó por primera vez, con tres presentaciones agotadas en el Festival Nacional de las Artes.
En junio de 2019, durante una entrevista en el programa radial de Ray D'Arcy en la emisora RTÉ, Moran informó que estaba desarrollando un show en "formato breve" (de unos cinco episodios) para la BBC.
Finalmente, dicho proyecto fue estrenado en la BBC Two en 2022: una comedia de situación de 5 episodios titulada Stuck y coprotagonizada por Moran y Morgana Robinson.

## Premios y reconocimientos
En 1993 ganó el premio 'So You Think You're Funny?' del Edinburgh Festival Fringe y en 1996 consiguió el Perrier Award, aunque le restó importancia a este último, llamándolo una "patraña de los medios" y afirmando que el comediante Bill Bailey lo merecía más que él.
Una encuesta popular a cargo de Channel 4 lo posicionó en el 14° lugar de los mejores comediantes de stand-up. Moran fue declarado "el más grande comediante, vivo o muerto" por el periódico francés Le Monde en julio de 2007. Además, ha ganado dos veces el premio BAFTA televisivo a la mejor comedia de situación, ambos por Black Books.

## Filmografía

### Cine
| Año  | Título                | Rol                 |
| ---- | --------------------- | ------------------- |
| 1999 | Notting Hill          | Rufus el ladrón     |
| 2003 | The Actors            | Tom Quirk           |
| 2004 | Shaun of the Dead     | David               |
| 2005 | A Cock and Bull Story | Dr. Slop            |
| 2006 | Tell It to the Fishes | Finn                |
| 2007 | Run Fatboy Run        | Gordon              |
| 2008 | A Film with Me in It  | Pierce              |
| 2011 | The Decoy Bride       | Charley             |
| 2012 | Good Vibrations       | Pat                 |
| 2014 | Calvary               | Michael Fitzgerald  |
| 2020 | Pixie                 | Comprador potencial |
| 2024 | The Killer's Game     | Padre O'Brien       |

### Televisión
| Año       | Título                    | Rol            | Notas                         |
| --------- | ------------------------- | -------------- | ----------------------------- |
| 1998–99   | How Do You Want Me?       | Ian Lyons      |                               |
| 2000–2004 | Black Books               | Bernard Black  | También creador y guionista   |
| 2012      | Little Crackers           | Padre          | 1 episodio, también guionista |
| 2017      | Uncle                     | Marsh          | 4 episodios                   |
| 2022      | The Witcher: Blood Origin | Uthrok One-Nut | 6 episodios                   |
| 2022      | Stuck                     | Dan            | Protagonista                  |

## DVDs destand-up
| Título                            | Fecha de lanzamiento    | Notas                                             |
| --------------------------------- | ----------------------- | ------------------------------------------------- |
| Monster – Live                    | 15 de noviembre de 2004 | En vivo en el Vicar Street de Dublin              |
| Like, Totally... Dylan Moran Live | 27 de noviembre de 2006 | En vivo en el Hammersmith Apollo de Londres       |
| What It Is – Live                 | 23 de noviembre de 2009 | En vivo en el State Theatre de Sídney             |
| Aim Low: The Best of Dylan Moran  | 29 de noviembre de 2010 | Escenas seleccionadas de sus tres DVDs anteriores |
| Yeah, Yeah – Live in London       | 14 de noviembre de 2011 | En vivo en el Hammersmith Apollo de Londres       |
| Off the Hook                      | 30 de noviembre de 2015 | En vivo en el Hammersmith Apollo de Londres       |
| Dr. Cosmos                        | 2015                    | En vivo en Australia                              |